# MySports
MySports ist ein Schweizer TV-Sender mit Sitz in Erlenbach ZH und Rossens, der ein Sport-Pay-TV-Angebot betreibt. MySports ist Teil der Sunrise Schweiz.
Das Kerngebiet der Übertragungen sind die Spiele der höchsten Schweizer Eishockey Liga, der National League, sowie ausgewählte Spiele der National Hockey League und der Swedish Hockey League (SHE). Neu dabei sind seit der Saison 2022/23 auch sämtliche Spiele der Champions Hockey League (CHL) mit Schweizer Beteiligung im Programm vertreten.

## Sender
| Sendername     | Notiz                                                                              | Eigentümer                                  | Paket        |
| -------------- | ---------------------------------------------------------------------------------- | ------------------------------------------- | ------------ |
| MySports Eins  | Hauptkanal Spiele der National League, 200 NHL-Spiele und weitere Eishockey-Events | MySports                                    | MySports Abo |
| MySports 2-10  | Restliche Spiele der National League                                               | MySports                                    | MySports Abo |
| Sport1+ HD     | Nascar, Svenska Hockeyligan und weitere Sportformate                               | Sport1                                      | MySports Abo |
| MySports Edge  | NHL und verschiedene Sportformate                                                  | sportdigital TV Sende- und Produktions GmbH | MySports Abo |
| Motorvision TV | Autosender                                                                         | German Car TV Programm GmbH                 | MySports Abo |

Quelle:

## Angebot
- Eishockey
  - National League (Alle Spiele)
  - National Hockey League (200 Spiele)
  - Nationalmannschaft & U20 (Ausgewählte Spiele)
  - eNationalleague (26 Spiele)
  - Deutsche Eishockey Liga (15-20 Spiele)
  - Kontinentale Hockey-Liga (150 Spiele)
  - Svenska Hockeyligan (120 Spiele)

## MySports auf Sky
Seit dem 21. September 2018 ist das komplette Angebot von MySports, als Zusatzoption auf Sky Switzerland empfangbar.

## MySports App
Seit Dezember 2022 ist die MySports App erhältlich, die losgelöst von TV-Abos funktioniert.